# Ligue populaire africaine pour l'indépendance
La Ligue populaire africaine pour l'indépendance (LPAI) est un parti politique du territoire français des Afars et des Issas (TFAI), puis de la république de Djibouti.
Elle disparaît après l'indépendance, remplacée par le parti officiel, le Rassemblement populaire pour le progrès.

## Histoire
La LPAI est fondée en février 1972 par la fusion de la Ligue populaire africaine (LPA) d'Hassan Gouled Aptidon, de la Ligue pour l’Avenir et l’Ordre (LAO) d'Ahmed Dini, l'AJP  d'Idriss Farah Abaneh et de l'Union démocratique issa . Les deux premiers cités en sont respectivement président et secrétaire général. Proche du Front de libération de la Côte des Somalis (FLCS) , elle s'oppose au gouvernement dirigé par Ali Aref Bourhan et s'affronte avec l'Union Nationale pour l’Indépendance (UNI). 
La LPAI est associée aux discussions menées à Paris au cours du premier semestre 1977 en vue de préparer l'accession à l'indépendance du territoire. Elle participe au Rassemblement populaire pour l'indépendance qui emporte tous les sièges lors des élections de la future Assemblée nationale en avril 1977 avec 42 229 voix pour 44 881 suffrages exprimés et 105 000 électeurs inscrits. La LPAI détient alors 23 des 51 sièges, son président devient Premier ministre, puis chef de l'État en juillet.
Elle disparaît après l'indépendance, remplacée par le parti officiel, le Rassemblement populaire pour le progrès, 